# 奧塞昂·多丹
奥塞昂·多丹（法語：Océane Dodin，1996年10月24日—）是法國职业网球女运动员，2009年轉職業。她的WTA生涯最高單打排名為第41（2013年4月15日）。

## 外部連結
- 官方网站
- 奧塞昂·多丹的国际女子网球协会官方資料（英文）
- 奧塞昂·多丹的國際網球總會 職業／青少年 官方資料（英文）